# Altuf'evo
Altuf'evo (in russo Алтуфьево?) è il capolinea nord della Linea Serpuchovsko-Timirjazevskaja, la linea 9 della Metropolitana di Mosca; è la stazione più settentrionale dell'intera rete. Fu inaugurata nel 1994, e si trova a bassa profondità, a soli 9 metri dal livello del suolo.
Il suo nome corrisponde a uno dei quartieri della città di Mosca. Il traffico passeggeri è abbastanza intenso, infatti ogni giorno accedono alla stazione circa 70.000 persone, a causa della densità di popolazione dell'area, e anche per il fatto di essere una delle stazioni che servono la città satellite di Dolgoprudnyj.